# جان وايت
جان وايت (بالإنجليزية: Jan White)‏ هو لاعب كرة قدم أمريكية أمريكي، ولد في 6 أكتوبر 1948 في هاريسبرج في الولايات المتحدة.

## وصلات خارجية
- جان وايت على موقع مرجع كرة القدم المحترفة.كوم (الإنجليزية)
- جان وايت على موقع JustSportsStats.com (الإنجليزية)
- جان وايت على موقع كلية كرة القدم في سبورتس رفرنس.كوم (الإنجليزية)